# Brûlon
Brûlon is een gemeente in het Franse departement Sarthe (regio Pays de la Loire). De plaats maakt deel uit van het arrondissement La Flèche. Brûlon telde op 1 januari 2022 1.525 inwoners.

## Geografie
De oppervlakte van Brûlon bedroeg op 1 januari 2022 16,27 vierkante kilometer; de bevolkingsdichtheid was toen 93,7 inwoners per km².

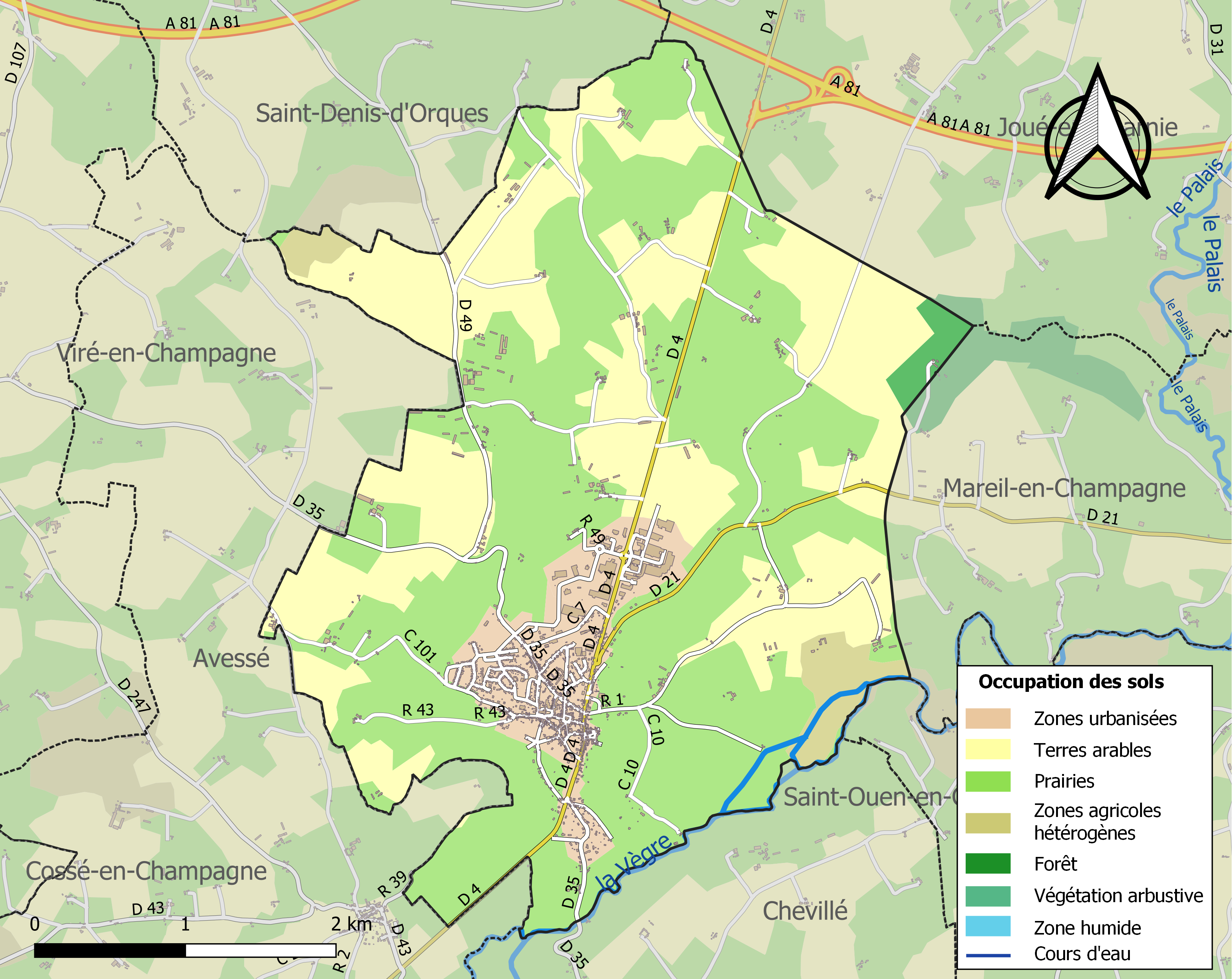
Kaart van de gemeente met de belangrijkste infrastructuur, bodemgebruik en omliggende gemeenten

## Demografie
Onderstaande figuur toont het verloop van het inwonertal (bron: INSEE-tellingen).

## Geboren in Brûlon
- Claude Chappe (1763-1805), uitvinder van de optische telegraaf